# Charles Austin
Charles Austin (født 19. december 1967 i Bay City, Texas) er en amerikansk tidligere atletikudøver (højdespringer), der vandt guld i højdespring ved både OL Atlanta 1996 og VM i atletik i Tokyo i 1991.

## Atletikkarriere
Austin blev som studerende i 1989 nummer to i højdespring ved det amerikanske collegemesterskab og vandt titlen året efter. I 1991 blev han verdensmester, og han satte amerikansk rekord med 2,40 m, en rekord der fortsat var gældende i 2018; det samme var hans rekord indendørs på 2,39 m, som han satte i 1996. Efter udendørsrekorden i 1991 var han i flere år plaget af knæproblemer, men han deltog dog i OL 1992 i Barcelona, hvor han blev delt nummer otte. Skaden medførte en operation i 1993, og efter denne fik han at vide, at han ikke skulle regne med at komme til at dyrke højdespring igen på konkurrenceplan. Dette modbeviste han ret effektivt.
Således var han frisk til at deltage i OL 1996 i Atlanta, og han klarede uden problemer de 2,28 m, der var kravet for at komme i finalen. Her klarede han alle sine forsøg på de højder, han valgte, frem til og med 2,35 m, hvor det ud over ham kun var polakken Artur Partyka og briten Steve Smith, der også klarede denne højde. Partyka klarede 2,37 m, mens Smith og Austin begge rev ned to gange, men gemte det sidste forsøg til 2,39 m. Austin kom over denne højde og lagde sig i spidsen med ny olympisk rekord, mens Smith rev ned og dermed fik bronze. Partyka rev også ned, men havde stadig to forsøg, som han gemte til 2,41 m. Her rev han også ned, så Austin havde dermed sikret guldet; han forsøgte sig tre gange på 2,46 m (der ville give ham verdensrekorden), men klarede ikke denne højde.
Austin vandt året efter VM-guld indendørs og i 1999 VM-bronze. Han var amerikansk mester udendørs hvert år fra 1995 til og med 2000 og vandt desuden titlen indendørs tre år i samme periode, og han vandt sølv ved Goodwill Games 1998. Ved OL 2000 i Sydney klarede han ikke finalekravet og blev nummer 20.
Han blev optaget i atletikkens hall of fame i USA i 2012.

## Videre karriere
Austin tog en MBA og bosatte sig i San Marcos, Texas, hvor han begyndte som træner. I 2002 åbnede han et sports- og fitnessstudie og har siden levet af at hjælpe sportsfolk med at forbedre sig.